# Liste des épouses et compagnes des présidents de la république de Guinée-Bissau
 (juin 2023).
Le conjoint du président de la république de Guinée-Bissau n'a aucune fonction officielle auprès du président de la République selon la Constitution mais « exerce, en vertu tant de la tradition républicaine que de la pratique diplomatique, un rôle de représentation, de patronage et d’accompagnement du chef de l’État dans ses missions »[réf. nécessaire]. Ce rôle protocolaire s'améliore avec le temps[évasif]. Beaucoup mettent leur image au service de causes à caractère humanitaire ou d'actions caritatives.
Depuis la prise du pouvoir de son époux Umaro Sissoco Embaló lors de l'élection présidentielle bissau-guinéenne de 2019 et son installation officielle le 27 février 2020 comme président de la république, la Première dame de Guinée-Bissau est Dinisia Reis Embaló.

## Liste des épouses ou compagnes des présidents de la république de Guinée-Bissau

### Depuis 2020
| Portrait | Nom d'usage (à l'époque où elle était épouse ou compagne) | Vie | Président            | Mariage | Durée                      |
| -------- | --------------------------------------------------------- | --- | -------------------- | ------- | -------------------------- |
|          | -                                                         | -   | Umaro Sissoco Embaló |         | 27 février 2020 - En cours |

## Fondations et actions caritatives
Les Premières dames de Guinée-Bissau, s'illustrent[passage promotionnel] à travers la création et le développement d'une fondation ou des actions caritatives.
Toutes les épouses des présidents de la République ont créé leur propre fondation (ou se sont impliquées dans une créée précédemment)[réf. nécessaire] :